# Olvido García Valdés

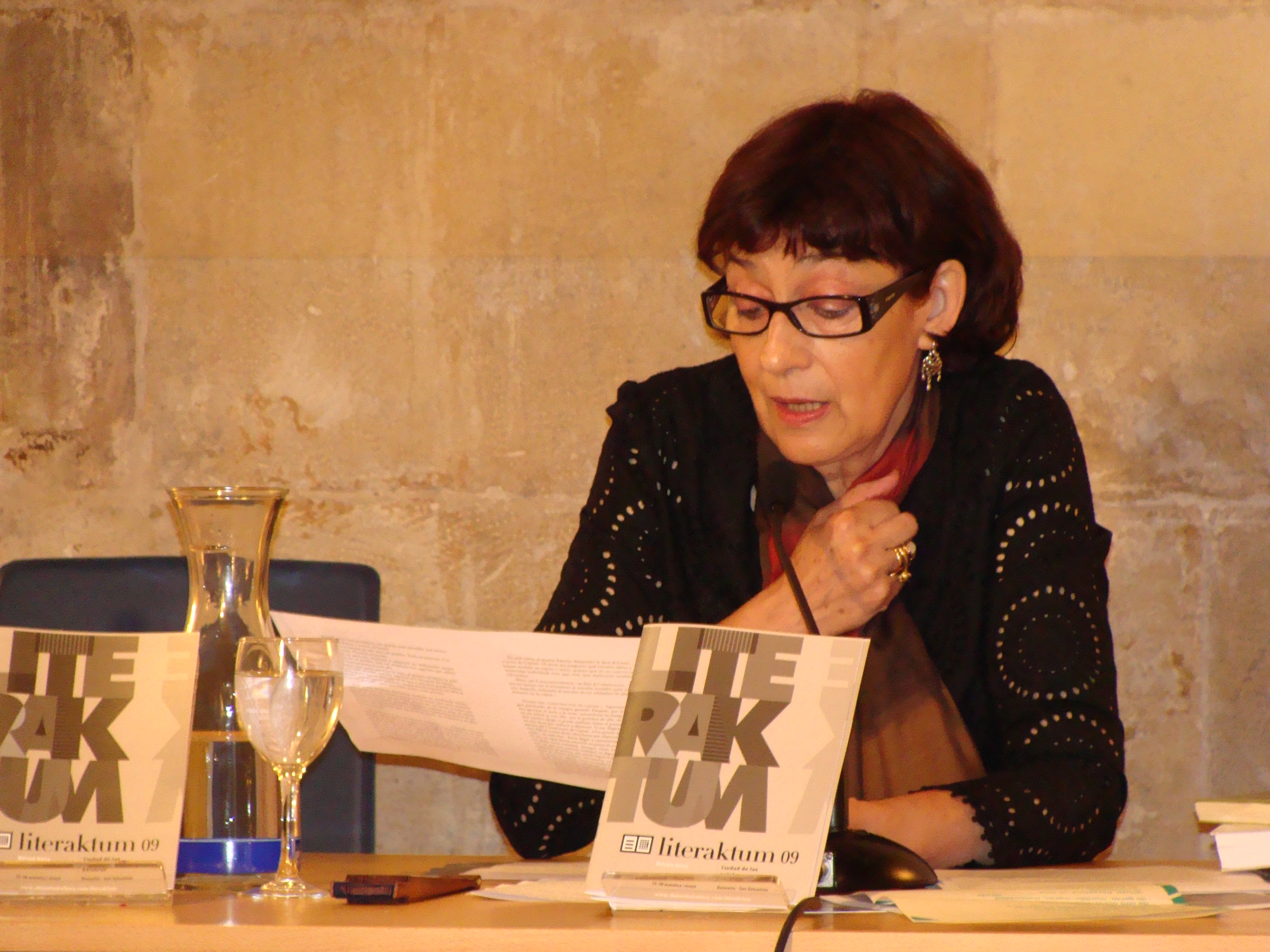
Olvido García Valdés

Olvido García Valdés (geboren am 2. Dezember 1950 in Santianes de Pravia, Asturien) ist eine spanische Schriftstellerin, die besonders für ihr poetisches Werk bekannt ist.

## Werdegang
Sie absolvierte ein Studium in romanischer Philologie an der Universität Oviedo und in Philosophie an der Universität Valladolid. Sie war als Professorin der spanischen Sprache und Literatur an Institutionen in Valladolid und Toledo tätig. Weiterhin war sie Leiterin des Instituts Cervantes in Toulouse (Frankreich) und Generaldirektorin des Führungsgremiums „Libro y Fomento de la Lectura“. Sie ist mit dem Dichter und Literaturkritiker Miguel Casado verheiratet.

## Werke
Ihr dichterisches Werk Esa polilla que delante de mí revolotea. Poesía reunida (1982-2008) umfasst die Arbeiten zwischen den Jahren 1982 und 2008. Anschließend veröffentlichte sie Lo solo del animal (2012). Neben weiteren Auszeichnungen erhielt sie 2007 den Nationalen Poesiepreis für ihr Werk Y todos estábamos vivos. Ihre Bücher wurden ins Schwedische, Französische, Englische, Italienische und Polnische übersetzt; ihre Gedichte sind auf Deutsch, Portugiesisch, Rumänisch, Griechisch, Serbisch, Arabisch und Chinesisch erschienen.
Sie ist auch Autorin des biografischen Essays Teresa de Jesús (2001), von Texten für Kunstkataloge (Zush, Kiefer, Vicente Rojo, Tàpies, Juan Soriano, Biennale Venedig 2001, Broto) und zahlreicher literarischer Essays. Außerdem übersetzte sie La religión de mi tiempo und Larga carretera de arena von Pier Paolo Pasolini, (in Zusammenarbeit) die Antologie El canto y la ceniza von Anna Ahmatowa und Marina Tsvetáieva und Gedichte von Bernard Noël, wie El resto del viaje.
Seit 1987 ist sie Kodirektorin der Zeitschrift Los Infolios und Mitglied des Redaktionsausschusses der 1996 gegründeten spanisch-portugiesischen Zeitschrift Hablar/Falar de Poesia; außerdem war sie Mitbegründerin der Zeitschrift El signo del gorrión, deren Redaktionsausschuss sie zehn Jahre lang (1992–2002) angehörte.
Sie leitete bzw. koordinierte verschiedene Kurse, Seminare und Zyklen zur zeitgenössischen Poesie. Sie war Teil des Projekts Estudios de Poética und koordinierte die Poesieseite „Y todos estábamos vivos“ der spanischen Tageszeitung ABC Cultural.
Über ihre Arbeit sind die folgenden Bücher erschienen: Un lugar donde no se miente. Gespräch mit Olvido García Valdés (2014), von Miguel Marinas, und Del animal poema. Olvido García Valdés y la poética de lo vivo (2016), von Amelia Gamoneda.

## Bibliografie

### Poesie
Bücher:
- El tercer jardín, Ediciones del Faro, Valladolid, 1986.
- Exposición, Ferrol, 1990, Auszeichnung Ícaro de Literatura.
- ella, los pájaros, Deputation, Soria, 1994, Auszeichnung Leonor de Poesía.
- caza nocturna, Ave del Paraíso, Madrid, 1997 (wurde ins Schwedische übersetzt: Nattlig jakt, Übersetzung von Ulf Eriksson, Ariel Skrifter, Stockholm, 2004; und ins Französische: Chasse nocturne, Übersetzung von Stéphane Chaumet, L'Oreille du Loup, Paris, 2009).
- Del ojo al hueso, Ave del Paraíso, Madrid, 2001.
- Y todos estábamos vivos, Tusquets, Barcelona, 2006, nationale Auszeichnung der Poesie 2007 (wurde ins Englische übersetzt: And We Were All Alive, Übersetzung von Catherine Hammond, Cardboard House, USA, 2016; und ins Französische: Et nous étions tous vivants, Übersetzung von Bénédicte Mathios, L'Harmattan, Paris, 2017).
- Lo solo del animal, Tusquets, Barcelona, 2012.
- Confía en la gracia, Tusquets, Barcelona, 2020.

Anthologien:
- La poesía, ese cuerpo extraño, Universität, Oviedo, 2005.
- Racines d'ombre (Sammelband), Übersetzung ins Französische von Martine Joulia und Jean-Yves Bériou, Cadastrezéro, Abbeville, 2009.
- Poesie (Anthologie vorbereitet von Mariano Peyrou), übersetzt ins Italienische von Matteo Lefevre, Raffaelli, Rimini, 2012.
- Obraz, który trwa tyle, co zycie (Anthologie), übersetzt ins Polnische von Marta Eloy Cichocka, Lokator, Krakau, 2018.

Gesammelte Werke:
- Esa polilla que delante de mí revolotea. Poesía reunida (1982-2008). Vorwort von Eduardo Milán. Galaxia Gutenberg/Círculo de Lectores, Barcelona, 2008 und 2016.

Gedenktafeln:
- Mimosa de febrero, Astrolabio, Palencia, 1994.
- Si un cuervo trajera, La Borrachería, Lucerna, Zamora, 2000.
- Todo acaba cayendo del lado que se inclina, einfache Ausgabe, Buenos Aires, 2002.
- Siete poemas. Mit Monotypien –Serie Babel 15106- von Luis Costillo. Kunstschule, Mérida, 2006.
- Poética y Poesía, Stiftung March, Madrid, 2009.

### Aufsätze
- Teresa de Jesús, Omega, Barcelona, 2001.
- Los poetas de la República (in Zusammenarbeit mit Miguel Casado), Hermes, Barcelona, 1997.

In Sammelbänden:
- Perdidas en el espacio. Formas de ocupar, recorrer y representar los lugares. V.V. A.A. (Coord. Asun Bernárdez). Huerga y Fierro, Madrid, 1999.
- En torno a Velázquez. V.V. A.A. (Coord. Miguel Ángel Ramos) Gemeinde Madrid, Madrid, 1999.

### Übersetzungen
- Pier Paolo Pasolini, La religión de mi tiempo, Icaria, Barcelona, 1997.
- Anna Ajmátova und Marina Tsvetáieva, El canto y la ceniza. Antología poética (in Zusammenarbeit mit Monika Zgustova), Galaxia Gutenberg, Barcelona, 2005 und 2018.
- Pier Paolo Pasolini, Larga carretera de arena. Verlagshaus, Madrid, 2007.
- Bernard Noël, El resto del viaje y otros poemas (in Zusammenarbeit mit Miguel Casado), Abada, Madrid, 2014.

### Texte in Ausstellungskatalogen
- „Locus oculus solus“, in Anselm Kiefer: El viento, el tiempo, el silencio. Palast von Velázquez, Juni–September im Jahr 1998. Museo Nacional Centro de Arte Reina Sofía, Madrid, 1998.
- „Octubre o colibrí“, in Javier Fernández de Molina: El sueño del colibrí. Galerie Rayuela. Madrid, November–Dezember im Jahr 1998.
- „Descendimiento“, in Antoni Tàpies: Obra recent. Galerie Toni Tàpies. Edicions T, Barcelona, November 1998 – Januar 1999.
- „El escribiente: carta al universo“, in Zush: La campanada. Museo Nacional Centro de Arte Reina Sofía, Madrid, Juni–August 2000.
- „El corazón more geometrico“, in Vicente Rojo: Volcanes construidos. Galerie Juan Gris, Madrid, November–Dezember 2002.
- „La sangre, el aire“, in José Manuel Broto: Rever. Arte Español para el Exterior, MAE/SEACEX, Madrid, 2003.
- „Vincent: la sombra debida“, in Luis Costillo: Vincent. MEIAC, Badajoz, Dezember 2004-Januar 2005.
- „Lugar de paso“, in José-Miguel Ullán: Agrafismos. Escuela de Arte de Mérida/Instituto Cervantes, Mérida-Madrid, 2008.
- „De sus lenguas aéreas“, in VV.AA., Palabras iluminadas. Herausgeber: Manuel Ferro. Madrid: La Casa Encendida, 2012. [Katalog zur Ausstellung über das grafische Werk von José-Miguel Ullán][3].

## Auszeichnungen
- 1989 – Würdigung bei dem Premio Esquío de Poesía en Lengua Castellana.
- 1990 – Premio Ícaro de Literatura.
- 1993 – Premio Leonor de Poesía.
- 2007 – Premio Nacional de Poesía (España) für ihr Werk Y todos estábamos vivos.
- 2016 – Premio de las Letras de Asturias[4]
- 2021 – Premio Iberoamericano de Poesía Pablo Neruda[1]
- 2022 – Premio Reina Sofía de Poesía Iberoamericana[5]